# Тарабукин, Леонид Григорьевич
Леонид Григорьевич Тарабукин (18 октября 1926 — 10 апреля 1944, Дубки, Крымская АССР) — советский подпольщик. Участвовал в подпольной деятельности в Симферополе в годы Великой Отечественной войны. Расстрелян в концентрационном лагере в совхозе «Красный».

## Биография

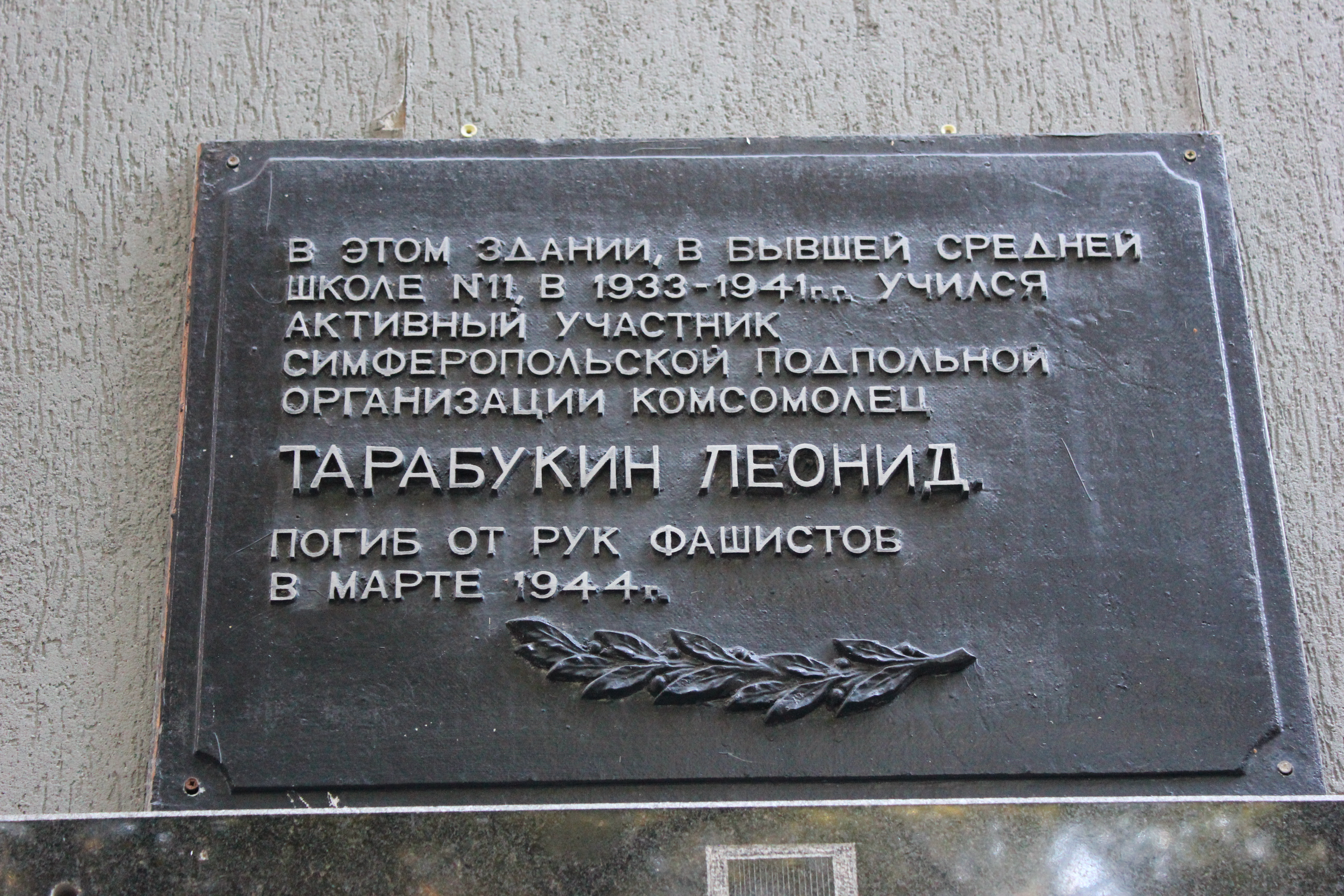
Мемориальная доска на улице Ушинского, 2019 год

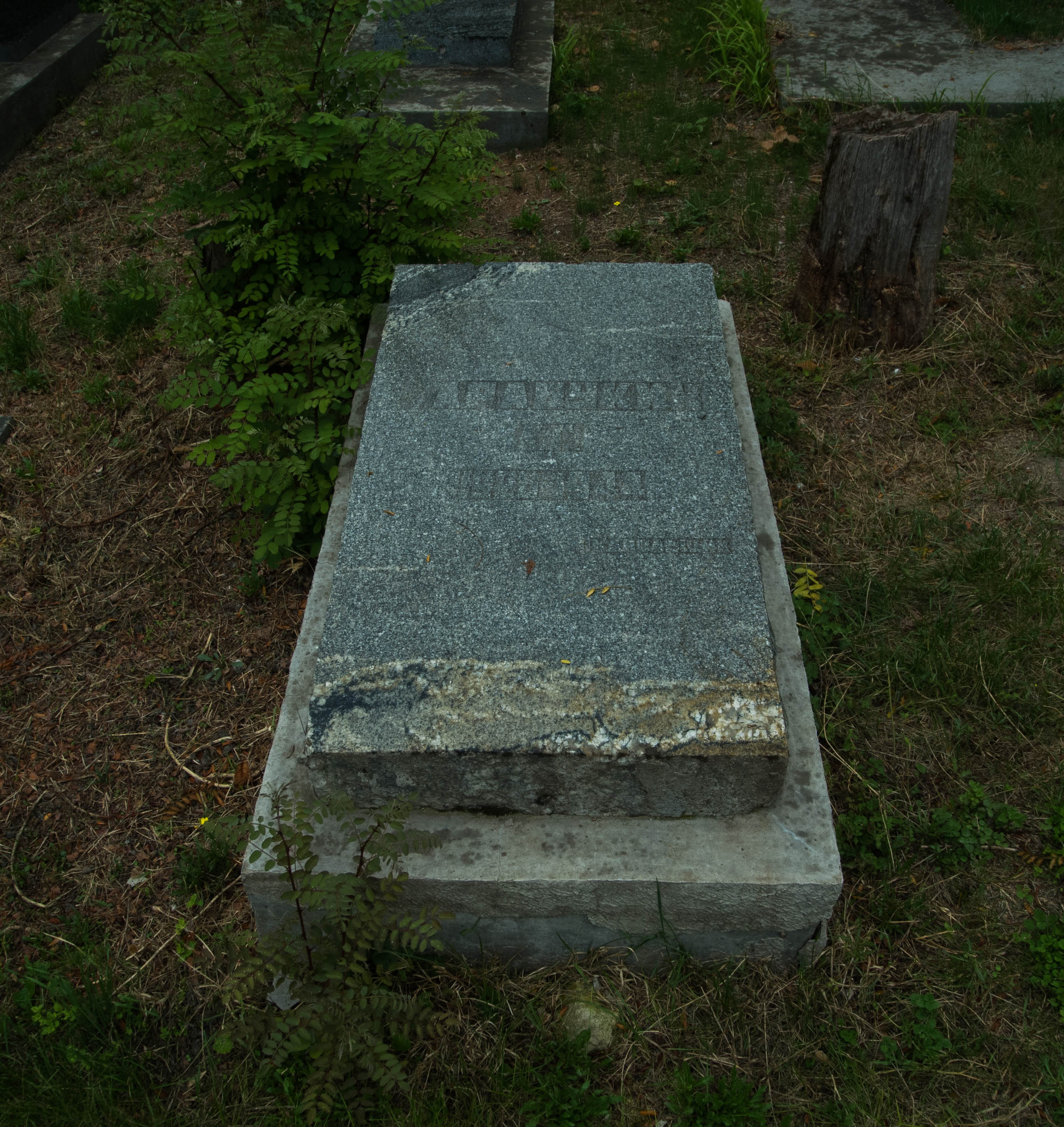
Могила, 2013 год

Родился 18 октября 1926 года. Окончил 7 классов школы. Учился в симферопольской школе № 11. После начала Великой Отечественной войны работал помощником слесаря в авторемонтной мастерской воинской части. Проживал в доме № 42 на улице Малобазарной.
В 1942 году вошёл в подпольную группу Игоря Носенко. Руководил отрядом из пяти подпольщиков, куда входили Л. Силков, Л. Лашков и И. Стацко. Его отряд занимался агитацией населения против оккупационных войск, а также подрывом техники противника.
16 марта 1944 года он был арестован во время попытки подорвать жандармское управление в Симферополе. Расстрелян 10 апреля 1944 года в концентрационном лагере в совхозе «Красный» в селе Дубки, где и был похоронен. После освобождения Симферополя состоялась эксгумация тела Леонида Тарабукина и перезахоронение на Гражданском (Старорусском) кладбище.

## Память
В 1946 году на его могиле был установлен памятник с металлическим крестом, выполненный из бутового камня и цемента, символизирующий дерево с обрезанными ветвями на четырёхгранном основании. В центре памятника располагался текст: «Леонид Григорьевич Тарабукин родился 18.10.1926, погиб 10.04.1944 г. от рук фашистов». В 1990-е годы памятник во время реконструкции кладбища был заменён на надмогильную плиту с изображением пятиконечной звезды с надписью: «Тарабукин Л.Г 1926—1944 подпольщик».
Решением Крымского областного исполкома памятник был взят под охрану. 20 декабря 2016 года был включён постановлением Совета министров Республики Крым в список «Объектов культурного наследия регионального значения».
На доме № 4 по улице Ушинского установлена мемориальная доска в честь Леонида Тарабукина со следующим текстом: «В этом здании в бывшей средней школе № 11, в 1933—1941 гг. учился активный участник симферопольской подпольной организации комсомолец Тарабукин Леонид. Погиб в марте 1944 г.».
В районе Петровской балки в Симферополе улица названа в честь Леонида Тарабукина.
Подвиг молодых подпольщиков был отражён в книге Николая Панюшкина «Им было семнадцать».